# Anders Waldur
Anders Waldur ursprungligen Persson, född 12 maj 1867 i Vallkärra, Malmöhus län, död 30 december 1946 i Lund, var en svensk målare.
Han var son till lantbrukaren Per Persson och Bengta Nilsdotter och från 1913 gift med Gererdina Jürgens. Waldur utbildade sig till yrkesmålare och avlade gesällexamen 1886 parallellt med sin utbildning studerade han för Fredrik Krebs vid Tekniska skolan i Lund 1884. Hon fortsatte sina konststudier vid Tekniska skolan i Stockholm 1887–1888 och från 1889 i Paris vid École des Beaux-Arts och Académie Julian. Han deltog även undervisningen vid mindre läroanstalter ledda av Tony Robert-Fleury och Jules Lefebvre. Han lyckades få ett praktikarbete som dekorationsmålare och utförde där dekorationsarbeten för världsutställningen i Paris. Efter sin Frankrike tid fortsatte han sin utbildning i Amerika där han periodvis studerade på Art Institute of Chicago 1893–1897. Efter att han återvände till Sverige 1898 var han periodvis bosatt i Italien, Österrike, Nederländerna, Ostfriesland och Schweiz med kortare besök i sitt hem i Sverige. Under en längre resa till Orienten med uppehåll i Egypten och Palestina 1912–1913 målade han åtskilliga motiv från de heliga platserna och kyrkointeriörer. Waldur var en av stiftarna till Skånska konstnärslaget och medverkade i lagets utställningar i Malmö, Ängelholm och Norrköping. Han medverkade i utställningar arrangerade av Konstföreningen för södra Sverige och Skånes konstförening. Separat ställde han ut på Lunds universitets konstmuseum 1911. En större minnesutställning med hans konst visades på Malmö museum 1948. Han samarbetade från 1909 med Hans Erlandsson i dennes arbete som konservator och restaureringsarbeten. Ett av Waldurs större konservatorarbeten var framkallandet av några illa åtgångna medeltidsmålningar i Krämarekapellet i Sankt Petri kyrka i Malmö. Hans konst består av porträtt och landskap från Vallkärra, Halland och Värmland utförda i olja eller akvarell. Waldur är representerad vid Nationalmuseum, Malmö museum,  Lunds universitets konstmuseum och Domkyrkomuseet i Lund.